# Durannapass

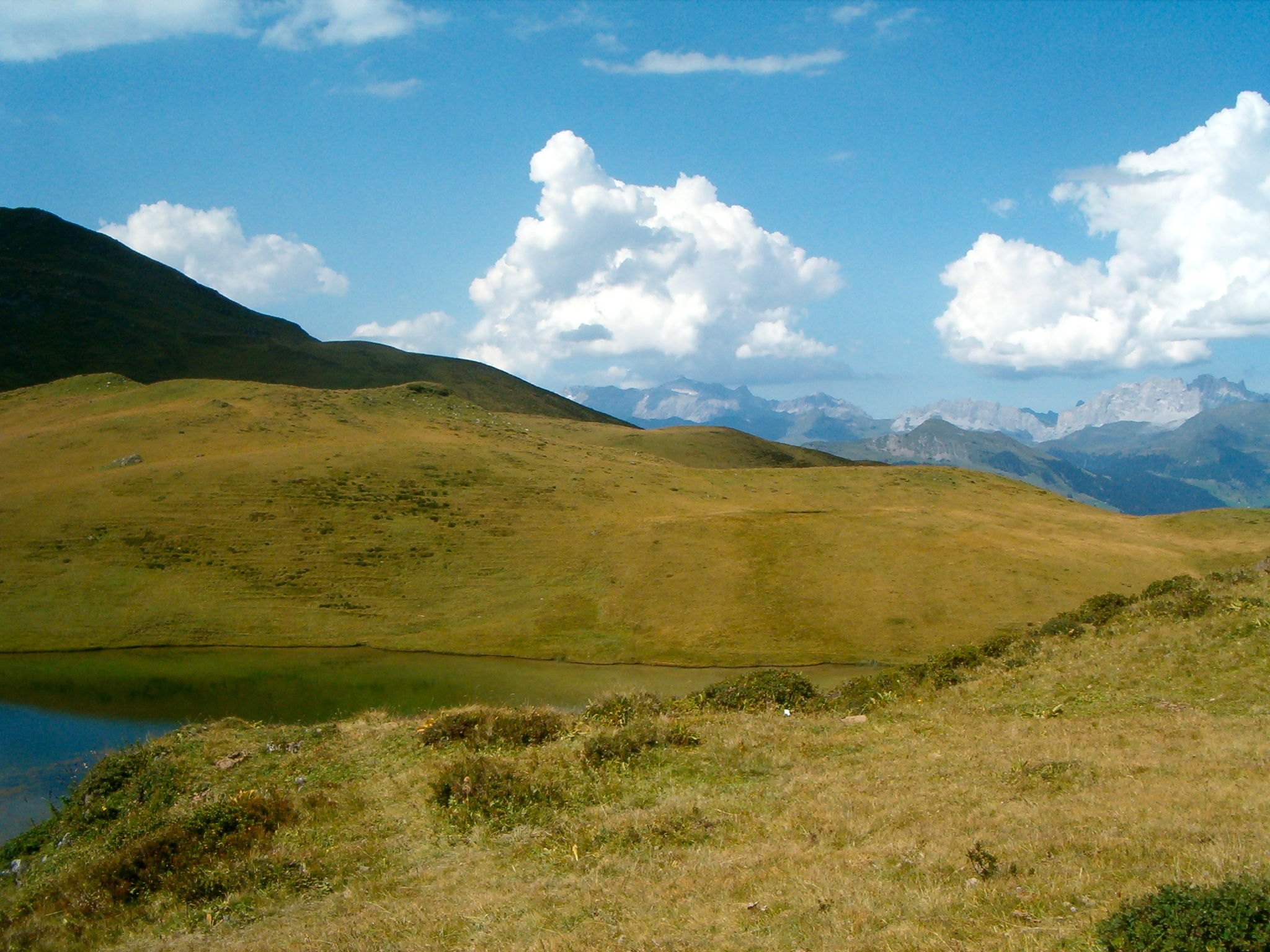
Durannapass mit Grüensee

Der Durannapass (2116 m ü. M.) verbindet Langwies im Schanfigg mit Conters im Prättigau.
Er bildet mit dem benachbarten Casannapass, von dem er durch den Grüensee getrennt ist, den östlichsten Punkt der Hochwangkette. Beide Übergänge liegen am Schanfigger Höhenweg. Auffallend am Durannapass ist seine sattelförmige Breite, die ausgangs des Fondei beginnt und bis ins Prättigau reicht. Sieben Kilometer westlich führt der benachbarte Faninpass ebenfalls vom Schanfigg ins Prättigau.

Der Bergweg Langwies–Conters wird auch von Mountainbikes befahren.

## Fussnoten
1. ↑  Durannapass–Strelapass – Mountainbikeland. Abgerufen am 12. Januar 2021.